# Sigurdskvadet
Sigurdskvadet (færøsk: Regin Smiður) er et oldnordisk heltekvad.
I kvadet berettes om Sigurd Fafnersbane, der dræbte dragen Fafner. Her er et uddrag:
1 Ormen gled af guldet frem,

det skal hver mand vide.

Sigurd sad på Granes ryg

dristig mon han ride
2 Tredive alen dybt var vandet,

hvorved ormen lå,

brystet raged' op deraf,

på fjeldet halen lå.
omkv :
 
Grane bar guld af hede,
 
Grane bar guld af hede,
 
Sigurd svinger sværdet i vrede.
 
Sigurd over ormen vandt,
 
Grane bar guldet af heden.
3 Rask da var unge Sigurd,
 
han med sværdet slog,

kløvede den blanke orm

sønder i stykker to.
omkv
4 Ormens hjerte stegte han,
 
det gik nok så trangt:
 
spiddet af det hårde træ
 
var tredive alen langt.
5 Sigurd blev om hænder hed,
 
strøg sig da om munden:

fuglesang og dyresprog

straks han fatte kunne.
omkv
6 Fafner's rige skat af guld
 
Sigurd monne få,

da han vog den blanke orm

på Gnitahede lå.
7 I den årle morgenstund
 
førend sol oprandt, 

fir'ogtyve kister guld
 
på Granes ryg han bandt.
omkv
Der er flere vers, blandt andet om, hvad Sigurd hørte, da han begyndte at forstå fuglesang og dyresprog.

## Coverversioner
Sigurdskvadet er i moderne tid blevet indspillet af forskellige kunstnere, deriblandt Krauka på deres debutalbum Vikinga seiður, Týr på deres andet album Eric the Red og norske Ym:stammen på albummet Guden i steinen, fra 1997.